# Krass Schule – Die jungen Lehrer
Krass Schule – Die jungen Lehrer ist eine deutsche Scripted-Reality-Soap, die von 2018 bis 2021 bei RTL II ausgestrahlt wurde. Produzent war RedSeven Entertainment. Die Serie ist nach Die Wache Hamburg und Schwestern – Volle Dosis Liebe der dritte Versuch, auf dem 17-Uhr-Sendeplatz eine Daily-Soap zu etablieren.
Die erste Episode der zweiten Staffel wurde am 17. September 2018 bei RTL II gezeigt. Danach wurde eine zweite Staffel angekündigt. Die dritte Staffel war offiziell der zweite Teil der zweiten Staffel. Trotzdem wird die zweite Hälfte von Staffel 2 als dritte gewertet, da die Auflistung als zweiter Teil der zweiten Staffel nur bei TVNOW vorhanden ist. Somit wurde Krass Schule offiziell im März 2019 um eine dritte und inoffiziell im September 2019 um eine vierte Staffel verlängert.
Im Juni 2021 wurde das Ende der RTL2-Soap noch im selben Monat 2021 bekannt gegeben. Die letzten 20 Folgen wurden ab Juli 2022 ausgestrahlt.
Ab dem 1. Juli 2025 gibt es jeden Dienstag und Donnerstag neue Folgen nur auf RTL+.

## Handlung

### Staffel 1
Die Serie dreht sich um fünf junge Lehrer, die ihr Referendariat an der fiktiven Erich-Felbert-Gesamtschule in Köln-Porz mit vielen problematischen Schülern absolvieren. Neben dem Unterricht müssen sie daher auch auf die Probleme der Schüler und deren Beziehungen untereinander und zu den Eltern eingehen und das Klassenklima aufrechterhalten. Eine der Referendare ist Sarah Schäfer, die von ihrer Heimatstadt Hamburg nach Köln gezogen ist, da ihr Verlobter Rene sie vor der Hochzeit betrogen hat. Dort trifft sie auf die anderen Referendare. Jan, der sich sofort in Sarah verliebt, bietet ihr an in der WG der Lehrer Dietrich Nolting, Thea von Wiesenau und Jan Rossmann zu schlafen. Thea, die heimlich in Jan verliebt ist, möchte Sarah jedoch so schnell wie möglich loswerden. Anfangs wollte Sarah noch nichts von Jan, nach kurzer Zeit jedoch entwickeln sich bei ihr Gefühle. Als ihr Ex-Verlobter Rene vor der Tür steht entwickelt sich in ihr ein Liebeschaos. Maria und Lukas, das „Traumpaar“ der Schule, verstrickt sich über das Schuljahr immer mehr in Probleme, weshalb es häufiger zu Streit kommt. Jenny, eine weiter Referendarin an der Schule verliebt sich derweil in den Vater einer Schülerin. Nach einer heißen Nacht mit Rene entsteht wieder eine Art Beziehung zwischen Sara und Rene. Da nur vier Lehrerstellen an der Schule zu vergeben sind kämpfen die fünf vergeblich um diese Stellen. Als die Lehrer bei einer Klassenfahrt auf die Probe gestellt werden, verstehen sich Jan und Sarah nach Sarahs Ausrutscher mit Rene wieder besser. Das passt Thea jedoch nicht die einen noch größeren Groll auf Sarah hegt. Nach der Klassenfahrt taucht an der WG Jans Ex auf die ihn erpresst. Sie ist die einzige, die das Geheimnis über das nicht vorhandene Abitur von Jan weiß. Dieser hat sein Zeugnis gefälscht. Nach einem zweideutigen Foto von Dietrich und einer Schülerin kommt dieser in Schwierigkeiten, da er von dem Sohn der Direktorin, Leonard, ebenfalls erpresst wird. Die Staffel endet mit dem Prüfungsunterricht für die Referendare. Jan überlegt sich, ob er zugeben soll, dass er kein Abitur besitzt und macht das auch. Jenny verlässt nach dem Referendariat die Schule und tritt nie wieder in der Sendung auf.

### Staffel 2
Nachdem Jan Rossmann zugegeben hat, kein Abitur zu besitzen, und wegen Mordverdacht festgenommen worden ist, gibt es vorerst nur drei Lehrer an der Schule. Durch das Abbrennen der benachbarten Schule kommen schnell neue Schüler sowie zwei neue Lehrer dazu. Nach den Ferien kommt die „hübsche“ neue Schülerin Shayenne an die Schule. Da Maria Angst hat ihren Rang als die „Hübscheste“ zu verlieren, mobbt sie mit ihrer Mädelsclique Shayenne. Leonard, Tobias und Marvin können kaum die Augen von Shayenne halten. Alle drei versuchen die Gunst von ihr zu bekommen. Carmen versucht einen Streit, der Maria und Rosa als Freunde trennte zu lösen, da sie diese Streitereien nicht mehr aushält. Dies gelingt ihr auch. Währenddessen erhält Jan die Ergebnisse des Schwangerschaftstestes, was die Beziehung zu Sarah kippen könnte. Der neue Schüler Felix fängt mit Lukas einen Streit an der in der Zukunft noch Konsequenzen haben wird. Thea wird nach dem Sportunterricht beim Duschen gefilmt und dieses Video wird veröffentlicht. Einer der neuen Lehrer, Finn, setzt sich dafür ein den Täter zu finden. Die Frage ist, ob es der Sohn der Direktorin Leonard war. Marvin, der mit Rosas Cousine Jessica zusammen ist, betrügt diese, versucht jedoch weiterhin sie wieder zu gewinnen. Aufgrund einer Beleidigung gegenüber Thea von einer Schülerin wegen ihrer knappen Kleidung, erwirkt die Direktorin Frau Steinmeier, dass solche knappe Kleidung nicht mehr getragen werden darf, was Thea in ihrer Wahl einschränkt. Bei einem Schulball möchte die Schülerin Maria Königin werden, jedoch möchte ihre Feindin Shayenne dies verhindern. Rene, der inzwischen Bademeister am benachbarten See ist, kommt immer öfter in Situationen mit Thea, in die er nicht geraten möchte. Nach mehreren Techtelmechtel gehen die beiden eine Beziehung ein. Als Rene dann seinen Job als Bademeister nicht mehr ausführen möchte fängt er als Hausmeistergehilfe in der Schule an. Felix und Lukas droht der Schulausschluss. Rocco, der Bruder von Felix, möchte dies nicht zulassen und ruft alle Schüler zu einem Sitzstreik im Pausenhof auf. Frau Steinmeier widerruft ihre Entscheidung, jedoch müssen die Schüler nun alle in ein Bootcamp. Der neue Lehrer Max Bauer, der auf Finn folgt, ist sehr in sich geschlossen, weshalb er für Sarah interessant wirkt. Max stellt seinen Eltern Marianne und Norbert Sara als seine Freundin bei einem gemeinsamen Abendessen beim Italiener vor. Jan, der als Aushilfslehrer zurück an die Schule kam, ist deshalb ziemlich eifersüchtig auf Max. Die beiden fangen einen riesigen Streit wegen Sarah an. Die Schüler sind aufgrund der schweren Trainingseinheiten fix und fertig. Rocco steckt während des Camps in einem Liebeschaos. Sein Bruder steht auf dasselbe Mädchen wie er und möchte ihm nicht dazwischen funken, was einen großen Streit aufbrechen lässt. Nach dem Bootcamp kommt der neue Schüler Conny an die Schule. Als Max diesen wiedererkennt, möchte er sofort seinen Job kündigen und aus Köln verschwinden. Sarah kann dies jedoch nicht zulassen und versucht es zu verhindern. Als Sarah dann alles über die Vergangenheit von Max und Conny erfährt, kann sie Conny überreden, alles bei der Polizei aufzuklären, und Max dazu, dass er in Köln bleibt. Daraufhin rennt Sara vor Wut vor ein Auto. Sie wird in ein künstliches Koma versetzt. Aufgrund diesen Vorfalls schaffen es zunächst alle Lehrer sich zusammenzuraufen und für Sarah da zu sein.

### Staffel 3
Sara erwacht nach einer Woche aus dem Koma, kehrt nach zwei Tagen mit Erinnerungslücken zurück an die Erich-Felbert-Gesamtschule. Der Unterricht fällt ihr ziemlich schwer. Hinzu kommt, dass die problematische Schülerin Alexa, Marias Schwester, aus dem Internat in die Schule kommt. Diese beginnt von Tag 1 einen Streit mit Rosa. Shayenne und Alexa werden von einem Stalker beobachtet, was die Lage zuspitzt. Jedoch bekommen die Lehrer die Lage schnell in den Griff. Jan macht Sarah einen Heiratsantrag, den diese jedoch ablehnt. Daraufhin kommt sie mit Max zusammen, welcher in die Lehrer-WG zieht. Der Abbau einer Lehrerstelle entfacht einen Kampf zwischen den Lehrern. Ein besonders schlimmer Kampf wird zwischen Max und Jan entfacht. Bei diesem jedoch auch die Gefühle der beiden zu Sarah im Weg stehen. Aufgrund eines „Fastkusses“ zwischen Sarah und Jan werden neue Gefühle auch in Sarah entfacht. Die Beziehung zu Max beendet sie nach größeren Problemen wieder. In der Staffel kommt Jan auch mit Sally zusammen, fühlt sich jedoch von ihr bedrängt und eingeengt, weshalb er die Beziehung beendet. Eine neue Lehrerin, Judith Fischer, betritt das Lehrerteam und setzt gleich harte Maßnahmen durch. Durch eine Affäre mit dem Schüler Rocco verliert sie ihre Anstellung. Es kommt anschließend zu einem größeren Streit zwischen Rocco und Felix, welcher mit dem Ende der Staffel beendet wird, nachdem Rocco Koffein-Tabletten eingenommen hat und Felix ihn in ein Krankenhaus brachte. Rene, der mit Thea liiert ist, bekommt einen Modeljob angeboten. Als Thea das mitbekommt stellt sie Rene vor die Wahl. Entweder der Modeljob oder sie. In der Staffel wird Rene Kantinenmitarbeiter in der Schule. Carmen kommt mit Marvin zusammen, jedoch endet diese Beziehung als Rosa ihre Cousine Jessica wieder an die Schule mitbringt. Sie bringt die Gefühle von Marvin durcheinander der daraufhin Carmen betrügt. Außerdem herrscht über weite Teile ein Liebeschaos bei Lukas und Carmen, welches durch Carmens Vater verursacht wird, der seine Tochter zu jung für eine Beziehung hält. Außerdem hasst dieser Lukas und droht ihm. Zwischenzeitlich sieht er sein Fehlverhalten ein und lässt die beiden ihre Beziehung führen. Als im Raum steht, dass Carmen von Lukas schwanger ist, sieht ihr Vater rot. Er droht ihr jedoch nach Portugal zu ziehen. Aus diesem Grund verschwindet sie. Lukas versucht weiterhin um sie zu kämpfen, was ihm auch gelingt. Rosa und Leonard kommen ebenfalls zusammen. Tobias jedoch meint, dass er es nicht ernst meint und kämpft um Rosa. Diese spielt mit ihnen, weshalb sie letztendlich Single bleibt. Sarah und Thea, die eines Abends einen wilden Abend hatten, wachen am nächsten Tag mit einem Blackout auf. Dieser Abend hat jedoch die Folge, dass ein Video im Umlauf ist. Das Video erreicht auch Eltern außerhalb der Schule, welche ihre Kinder nicht mehr auf die Schule schicken möchten. Somit müssen die beiden Frau Steinmeier davon überzeugen, dass sie gute Lehrerinnen sind. Daniela wird in der Staffel von Dietrich schwanger, weshalb sie die anderen aus der WG schmeißen möchte. Da Daniela mit ihrer Schwangerschaft nicht mehr arbeiten kann, müssen die anderen Vertretungsstunden machen. Am Ende der Staffel verschwindet Daniela mit dem Baby und Dietrich hört nie wieder was von ihr. Nach der Beziehung von Alexa und Felix hat dieser noch immer Gefühle für sie und möchte sie zurückerobern. Sie hingegen erwidert die Liebe nicht. Die Staffel wird mit Jans Ankündigung, Köln zu verlassen, beendet.

### Staffel 4
Nach den Sommerferien kommt in Staffel 4 Lennox Smith dazu, der mit der Lehrerin Thea von Wiesenau zuvor eine Affäre hatte. Dieser probiert erfolglos, diese mit der Affäre zu erpressen, da Frau von Wiesenau damit droht, ihn bei seinem Bewährungshelfer zu melden.
Im weiteren Verlauf kommt Herr Berith, der großes Interesse an Frau Schäfer zeigt, als Sport- und Musiklehrer hinzu. Frau von Wiesenau hat jedoch großes Interesse an ihm, welches er nicht erwidert. An dieser Situation gibt sie Frau Schäfer die Alleinschuld. Diese Umstände sorgen für einen langanhaltenden Konflikt zwischen den beiden Lehrerinnen. Trotzdem werden Frau Schäfer und Herr Berith ein Paar. Zwischenzeitlich verliebt sich Carmen in den Studenten Timo, der bei ihrem Vater im Gemüsegeschäft mithilft. Lukas wird dadurch eifersüchtig und zeigt mit zunehmender Zeit krankhaften Liebeskummer. Jedoch klärt Lukas bei der Hochzeit der beiden auf, dass Timo ein Hochstapler ist, sodass Timo in der Serie nicht mehr erscheint. Als Herr Berith Annoncen einer Mutter annimmt und seine Freundin ihn mit dieser Mutter erwischt, ist es zwischen den beiden aus. Dazu zeigt sich, dass Herr Berith immer aggressiver wird, sodass er Leonard schlägt. Dadurch verliert er seinen Job. Frau von Wiesenau macht in dieser Staffel einen Charakterwechsel durch, sie verliebt sich, nach einem Gefühlschaos wegen Max und Dietrich, wegen dessen mitfühlender Art in Dietrich Nolting. Nach einigen Startschwierigkeiten pendelt sich ihre Beziehung ein. Auch zwischen Charlotte und Felix entsteht eine Beziehung, welche jedoch aufgrund eines Seitensprunges zwischen Alexa und Felix, endet. Das Verhältnis zwischen Frau Schäfer und Frau von Wiesenau verbessert sich auch, da beide ähnliche Meinungen haben und Herr Berith kein Teil des Lehrerteams mehr ist.
Nach einem Betriebspraktikum bei einem Bestatter nähern sich Leonard und Rosa an. Die Liebe der beiden wird aber von den Eltern nicht toleriert, sodass Frau Steinmeier versucht diese auseinanderzubringen. Carmen merkt währenddessen, dass sie immer noch Gefühle für Lukas hat. Lukas steckt, obwohl er auch Gefühle für Carmen hat, in einer Beziehung mit Jaqueline, da er Carmen versuchte mit dieser Beziehung eifersüchtig zu machen. Wegen eines Gewissenskonflikts beendet er die Beziehung zu Jaqueline nicht. Währenddessen wird neben der Schule ein neues Parkhaus gebaut. Die Bauarbeiten verursachen große Schäden an der Schule, weswegen eine Ingenieurin von der Schulleitung einbestellt wird. Die Ingenieurin ist gleichzeitig die Ex-Freundin von Max Bauer. Beide nähern sich mit der Zeit wieder an, da sie während der Bauarbeiten in der Lehrer-WG wohnt. Dies macht Sarah sehr eifersüchtig, die sich aufgrund einer vorherigen Freundschaft-Plusbeziehung eine Beziehung mit Max erhofft hat. Die Schäden an der Schule werden so stark, dass in der letzten Folge die Decken des Schulgebäudes am letzten Tag vor den Weihnachtsferien einstürzen. In diesem rettet Leonard seine große Liebe Rosa aus dem Keller. Diese war zuvor in den Keller gegangen, da sich die beiden aussprechen wollten. Die Rettungsaktion von Leonard lässt dessen Mutter verstehen, wie wichtig sie für Leonard ist. Auch der Rest der Schulgemeinschaft erhält körperliche Schäden durch dieses Unglück. Da Herr Bauer Jaqueline nachträglich aus der Schule rettet, müssen beide, aufgrund von Staub in ihren Lungen ins Krankenhaus. Der 2. Teil wird damit beendet, dass Herr Bauer seine Liebe zu seiner Ex-Freundin gesteht, diesen Umstand kann Frau Schäfer psychisch nicht bewältigen. Wörtlich sagt sie: „Mein ganzes Leben bricht zusammen. Wie soll es jetzt nur weitergehen?“ Auch Lukas kann, nachdem er anstatt seiner Freundin, Carmen aus dem Gebäude rettete, seine Trauer kaum fassen, da Jaqueline nichts mehr von ihm wissen möchte.

### Staffel 5
Die Staffel 5 beginnt nach den Weihnachtsferien mit der Einweihung eines neuen Schulgebäudes. Der neue Schüler, Tarek, der zu Beginn soziale und germanistische Probleme aufzeigt, kann sich schnell in das Schulleben eingliedern. Die Beziehung zwischen Thea von Wiesenau und Dietrich Nolting sowie die von Carmen und Lukas festigen sich anfangs weiter. Wie es der Zufall will, taucht Timo wieder auf, der durch Schikanen, immer wieder probiert das Paar auseinanderzubringen. Der Höhepunkt ist dann, dass Timo aus Eifersucht, Lukas entführt. Die Beziehung zwischen Thea und Dietrich wird beendet. Thea fängt etwas später eine Beziehung mit dem Lehrer De Groot an die zuerst privat bleibt. Währenddessen, zeigt sich das sich die gesundheitlichen Zustände der Direktorin Gisela Steinmeier immer weiter verschlechtern, sodass sie ihren Posten an ihre Schwester Sonja Holms übergibt. Im weiteren Verlauf der Staffel kommt die Lehrerin Anna Sommer hinzu, mit der Max zuvor ein verpatztes Date hatte. Beide nähern sich jedoch weiter aneinander an. Das junge Glück wird schnell dadurch gestört, dass Annas Ex-Freund Danny in der Kantine der Erich-Felbert-Gesamtschule eine Festanstellung erhält. Daher nimmt die Eifersucht von Max Bauer zu und belastet die Beziehung. Auch die Beziehung von Carmen und Lukas leidet unter Eifersucht. Lukas befürchtet das Marvin auch Interesse an seiner Freundin hat. Aufgrund des Umzugs von Marvins Mutter, muss auch er umziehen, als weiteren Grund für den Umzug gibt Marvin an, nicht mehr zwischen Lukas und Carmen stehen zu wollen.
Moritz tritt im weiteren Verlauf der Serie wieder auf. Er kommt aus London zurück und es zeigt sich, dass er sich stark im Fach Englisch steigern konnte, genau in dem Fach in dem Shayenne starke Defizite aufweist. Genau das nutzt Moritz, der probiert seine ehemalige Beziehung zu reaktivieren. Darauf reagiert Tarek, Shayennes Freund, sehr wütend. Währenddessen nimmt Max Bauer seine Stiefschwester Lilli, die ein Obdach benötigt, in die Lehrer-WG auf. Von dort an kümmert sich Max stark um seine Stiefschwester und vernachlässigt seine Beziehung zu Anna. Lilli fällt immer wieder durch Verstöße gegen die Schulregeln auf, die sie geistesabwesend als Liebesbeweis für Leonard begeht. Am Ende der Staffel 5 verletzt sie daher Alexa stark. Infolgedessen muss sie in der letzten Folge der Staffel 5 die Schule verlassen.

### Staffel 6
Am Anfang der Staffel 6 trennt sich Anna von Max, durch die Entfremdung voneinander. Shayenne, die mit der Zeit ihr Interesse an Moritz ausbaut, entfremdet sich immer mehr von Tarek. Moritz macht ihr das Angebot, mit ihm nach England auszuwandern. Auf der einen Seite würde ihr die Auswanderung neue Möglichkeiten bereithalten, auf der anderen Seite müsste sie ihren Freund und auch ihre Schulkameraden zurücklassen. Schließlich entscheidet sie sich für ersteres und wandert nach England aus. Tarek nimmt der Verlust seiner Freundin sehr mit, hinzu kommt, dass er auch familiäre Probleme bekommt. Seine Mutter ist zeitweise nicht zu Hause, wodurch er und seine Geschwister auf sich gestellt sind. Um die Situation zu lösen, wandert Tarek mit seiner Mutter zurück in ihre Heimat in die Türkei aus. Im weiteren Verlauf wird das Lehrerkollegium durch den Lehrer Niko Hansen aufgestockt. Thea hat Interesse an ihm, was sie sich aber selbst nicht eingesteht.
Im weiteren Verlauf wiederholen sich oftmals die Geschehnisse in der Serie. Hinzukommende Personen bekommenen ähnliche Charaktereigenschaften, wie zuvor ausgeschiedene Rollen diese hatten. Beispielsweise der hinzukommende Tom der sehr ähnlich der Rolle von Lennox ist.
Ein weiterer Höhepunkt der Staffel 6 ist das Hinzukommen einer neuen Schulklasse, die ein Schuljahr unter der bisherigen ist. Die Schulklasse kam aus einer Schule, die auf Grund zu weniger Neuanmeldungen schließen musste. Zwischen den beiden Klassen herrscht ein angespanntes Verhältnis. Besonders Alexa fürchtet darum, ihren „guten Rang“ innerhalb der Schule wahren zu müssen, besonders Kim wird dafür besonders zur Zielscheibe für sie. Gegenteilig dazu steigt das Interesse zwischen Felix und Kim. Auch für Lehrer Hansen wird die Situation durch das Hinzukommen der neuen Klasse angespannter. Die neue Lehrerin Katja Müller ist eine ehemalige Affäre und möchte ihn um jeden Preis zurück. Mit verschiedensten Intrigen probiert sie sich Herrn Hansen anzunähern. Da der Schüler Tom Fichte aufgrund seines Sitzenbleibens die Abschlussklausuren geklaut und zerstört hatte, müssen die Schüler der Abschlussklasse nach den Sommerferien kurzzeitig wieder in die Schule kehren, um diese nach zu schreiben.
Leonard, der Neffe der Direktorin Holms will verhindern, dass Felix seinen Abschluss nicht schafft, und lässt deswegen die Klausuren erneut verschwinden. Aufgrund seiner Schuldgefühle gegenüber seiner Tante, welcher die Kündigung drohte, gesteht er seine Tat, lässt die Klausuren erscheinen, muss aber dafür seine Abschluss an einer anderen Schule wiederholen. Zum Ende der Serie gibt es für die Abschlussklasse, die Abschlusszeugnisse und die Bestätigung, ob sie bei den Prüfungen bestanden haben oder durchgefallen sind. Alle bis auf Felix und Alexa haben bestanden und bekommen ihr Abschlusszeugnis. Alexa und Felix schaffen ihren Abschluss nicht und werden ihre Abschlussjahr mit den jüngeren Schülern wiederholen müssen. Die meisten, die ihren Realschulabschluss erhalten haben, werden wohl eine Ausbildung anfangen, wie Rosa und Tobias. Lukas wird identisch wie auch sein Schauspieler Stefan Jankovic, ein Auslandsjahr in Australien absolvieren. Seine Freundin Carmen wird mit ihrem Abschluss ein Freiwilliges Soziales Jahr an dem EFG antreten, während Charlotte ihr Abitur an einer Schule in England macht.

### Staffel 7
Carmens erster Auftrag in ihrem FSJ ist es, die Ankunft der 4 neuen Schüler Lena, Merve, Noah und Romeo unter der strengen Übersicht der Schulsekretärin Wagner zu organisieren. Kim, welche mit Felix zusammenkommt, mobbt die neue Schülerin Merve, da ihre Mutter bei ihrem Vater im Autohaus arbeitet. Schließlich wird sie bei einer Intrige gegen ihre Mutter erwischt und versucht sich als Person zu ändern. Carmens nächster Auftrag ist es, ein Lehrer Casting vorzubereiten, wobei der Deutsch und Spanisch Lehrer Rafael Sanchez, mit dem sie sich nicht gut versteht eingestellt wird.
Um Geld für ihren 18. Geburtstag zu sammeln, da ihre Eltern ihr den Geldhahn zugedreht haben, fängt Alexa an bei Herr Bauer in der Bar zu arbeiten. Die zwei kommen sich in diesen Zeiten näher, und Alexa fängt an sich in der Schule Mühe zu geben, um ihm zu imponieren. Während dessen versucht Carsten wieder Kontakt mit seinem Sohn Vince und seiner Frau aufzunehmen, nachdem er anscheinend in psychologischer Hilfe wegen seiner häuslichen Gewaltsanwendung war. Ihm zu trauen stellt sich als Fehler heraus, nachdem er sie erneut angreift, was Vinces Mutter dem Anlass bereitet nach Hamburg mit ihrem Sohn zu ziehen, wodurch sich Vince und Bella trennen. Felix' Tante will auch zu ihrem neuen Freund nach Leipzig umziehen, aber Felix will Köln und Kim nicht verlassen, wodurch er zu ihr ins Haus mit ihrer Familie einzieht.
Sämtliche Kölner Schulen in der Umgebung werden nach Prüfungen der Schulbehörde geschlossen, wodurch die Erich-Felbert Gesamtschule unter Schließung gefahrt steht. Die Schüler und Lehrer halten für die Prüfung ein letztes Mal zusammen, um alles zu geben, damit die Schule nicht geschlossen werden muss, allerdings wurde leider schon während der Prüfung die Meldung eingesendet, dass die Erich-Felbert Gesamtschule schließen muss, wodurch sich alle restlichen Schüler eine neue Schule und alle Lehrer und andere Schulkräfte entlassen werden. Durch die Schließung der Schule steht allerdings keine rechtliche Wand mehr zwischen Alexa und Herr Bauer, wodurch sie eine Beziehung starten können.

### Staffel 8
Eine Weile nach der Schließung der EFG gründet Dietrich Nolting eine eigene Nachhilfeschule und wird von ehemaligen Lehrern und Schülern unterstützt, darunter Thea, Jessi, Felix, Rosa, Leonard, Tobias, Jacqueline und Pepe.

## Besetzung
Die Darsteller lassen sich in drei Altersklassen einteilen: Teenager (14–19 Jahre), die jungen Erwachsenen (20–39 Jahre), und die ältere Generation (40+ Jahre).
Thomas Adamek als Dietrich Nolting und Aline Jost als Thea von Wiesenau sind die einzigen Darsteller, die seit der 1. Episode ununterbrochen mitspielen. Auch seit Folge 1 dabei mit Pause sind Henry Schmidt als Leonard Steinmeier, Janina Andre als Rosa Lindemann und Marius Geuking als Tobias Ensen.
Hauptdarsteller
Sortiert nach der Reihenfolge des Einstiegs:
| Darsteller                   | Rollenname             | Episoden      | Zeitraum         | Bemerkung |
| Thomas Adamek                | Dietrich Nolting       | 1–            | 2018–2022, 2025– | Referendar (S1), Lehrer für Geschichte und Politik (S2–S7), Gründer der Nachhilfsschule (S8–), Vater Ex-Freund von Susanne, Daniela, Thea, Franziska und Jessi; Sohn von Lydia                                                   |
| Aline Jost-Di Raimondo       | Thea von Wiesenau      | 1–            | 2018–2022, 2025– | Referendarin (S1), Lehrerin für Erdkunde und Sport (S2–S7), Nachhilfelehrerin (S8–) Ex-Freundin von Florian, René, Max, Dietrich, Wim und Niko; One-Night-Stand von Jan, Lennox und Ben; Tochter von Jochen; Patentante von Pepe |
| Henry Schmidt                | Leonard Steinmeier     | 1–392, 496–   | 2018–2021, 2025– | Schüler (S1-6) Ex-Freund Alexa und Rosa; One-Night-Stand von Paula und Mirja; Sohn von Gisela und Frank; Neffe von Sonja Gastauftritt: Folge 421 (2022)                                                                          |
| Janina Andre                 | Rosa Lindemann         | 1–395, 496–   | 2018–2021, 2025– | Schülerin (S1-6), Wurde in Folge 272 zur Schülersprecherin gewählt Ex-Freundin von Tobias, Tom und Leonard; Tochter von Sabine; Cousine von Jessica Gastauftritt: Folge 400, 408–409, 412, 414, 417–419, 421 (2022)              |
| Marius Geuking               | Tobias Ensen           | 1–395, 497–   | 2018–2021, 2025– | Schüler (S1-6) Ex-Freund von Rosa |
| Kevin Reumann                | Felix Berger           | 25–           | 2018–2022, 2025– | Schüler (S2-7), Hausmeister (S8-) Ex-Freund von Kiara, Alexa, Charlotte und Kim; Halbbruder von Rocco; Sohn von Jürgen |
| Rita Schiller                | Svenja Gerhardt        | 96–           | 2019–2022, 2025– | Schülerin (S3-7), Nachhilfe Lehrerin (S8), Studentin für Social Media Management (S8), Influencerin (S8) One-Night-Stand von Patrick; Schwester von Luis                                                                         |
| Lourene Gollatz              | Jacqueline Rosenthal   | 120–336, 496– | 2019–2021, 2025– | Schülerin (S4-6,8-), Barkeeperin (S4) Ex-Freundin von Marvin, Lukas, Rocco, Ronny und Lennox; Nichte von Gabi und Willi |
| Jessica Faust                | Jessica „Jessi“ Köhler | 196–378, 496– | 2020–2021, 2025– | Referendarin für Deutsch und Englisch (S5-S6) Ex-Freundin von Dietrich; One-Night-Stand von Max |
| Giuseppe Donato              | Pepe Rohde             | 382–          | 2021–2022, 2025– | Schüler (S6-7); Patenneffe von Thea; Sohn von Yvonne und Jens |
| Melvin-Maximilian Eisenstein | Benny Kampmann         | 496–          | 2025–            | Nachhilfelehrer (S8-) |
| Kimberly Jung                | Summer Ahlbeck         | 497–          | 2025–            | Schülerin (S8-) |
| Pauline Raschewski           | Leonie Westphal        | 497–          | 2025–            | Schülerin (S8-), Reinigungskraft (S8-) |
| Lara Celina Raulfs           | Ruby Thelen            | 498–          | 2025–            | Rolle aus Ableger Krass Schulcamp - Pauken oder Party?; Barkeeperin (S8-) Schülerin (S8-) |
| Choran Khalid                | Timur Gülay            | 505–          | 2025-            | Schüler (S8-) |

Ehemalige Hauptdarsteller
Sortiert nach der Reihenfolge des Ausstiegs:
| Darsteller                  | Rollenname              | Episoden         | Zeitraum   | Bemerkung |
| Sascha Stenzel              | Martin Fuchs            | 1–15             | 2018       | Ausbildungskoordinator für Referendare (S1) Vertrauenslehrer (S1) Tritt nicht mehr in Erscheinung |
| Vanessa Salomon             | Lisa Meyer              | 1–15             | 2018       | Schülerin (S1) Hat die Schule verlassen, nachdem sie gemobbt wurde |
| Birte Ossenkop              | Jenny Schuhmacher       | 1–15             | 2018       | Referendarin für Geschichte und Kunst (S1) Zog zu ihrem Vater, da dieser krank wurde |
|                             | Finn Jäger              | 26–30            | 2018       | Lehrer für Mathematik und Chemie (S2) Kündigte, um an einer Eliteschule zu unterrichten |
| Fabienne Aneye              | Maria Schneider         | 1–55             | 2018       | Schülerin (S1-2) Ex-Freundin von Lukas; One-Night-Stand von Jimmy; Stieftochter von Manfred; Halbschwester von Alexa; Cousine von Katja; Ging aufs Internat, nachdem ihre gefälschte Schwangerschaft aufflog                                                                               |
| Mayleen                     | Jessica                 | 31–35, 65–68     | 2018, 2019 | Schülerin in Berlin (S2, 3) Freundin von Mike; Ex-Freundin von Marvin; Cousine von Rosa; Wurde von Rosa rausgeschmissen, nachdem sie mit Marvin schlief und für Stress sorgte |
| Maria Stanke                | Judith Fischer          | 58–72            | 2019       | Lehrerin für Mathematik und Physik (S3) Ehefrau von Ralf; Ex-Affäre von Rocco; Wurde Aufgrund der Äffare mit Schüler Rocco suspendiert und verhaftet |
| Manuela Hübsch              | Anke Jungbluth          | 3–84             | 2018–2019  | Kantinenkraft (S1–S3) Ex-Affäre von Willi; Mutter von Lukas; Wurde gekündigt, nachdem sie sich langfristig nicht mehr um die Kantine kümmerte. Zieht später nach Mallorca. Stimmauftritt: Folge 237 (2020)                                                                                 |
| Nina Noel Weiß              | Daniela Zieske          | 26–89            | 2018–2019  | Lehrerin für Biologie, Kunst und Musik (S2–S3) Ex-Freundin von Dietrich; Ging zurück in ihre Heimat, Aufgrund ihrer komplizierten Schwangerschaft |
| Alexander Frank             | Jan Rossmann            | 1–115            | 2018–2019  | Referendar (S1), Barbesitzer (S1–S3), Hilfslehrer für Englisch und Sport (S2–S3), Vater Ex-Freund von Nora, Sara und Sandy; Ex-Affäre von Yvonne; One-Night-Stand von Thea; Vater von Lilly; Verließ Köln, nachdem er gekündigt wurde und Sara sich gegen einen Neustart mit ihm entschied |
| Carina Meyer                | Kiara Schneider         | 26–115           | 2018–2019  | Schülerin (S2–3) Ex-Freundin von Felix und Rocco; Schwester von Cloe; Tritt nicht mehr in Erscheinung |
| Marco Cerullo               | René Müller             | 2–134            | 2018–2019  | Stripper (S1), Bademeister (S2), Aushilfshausmeister (S3), Fotomodel (S3), Kantinenkraft (S3–S4), Barkeeper (S4) Ex-Verlobter von Sara; Ex-Freund von Thea; One-Night-Stand von Julia; Wurde von seinem Barkeeper Job gefeuert Stimmauftritt: Folge 1 (2018)                               |
| Olav Dennhoven              | Stefan Berit            | 119–159          | 2019       | Lehrer für Sport, Musik und Kunst (S4) Ex-Freund von Sara; Ex-Affäre von Tamara; Wurde suspendiert, da er Leonard schlug |
| Pia Tillmann                | Sara Schäfer            | 1–195            | 2018–2019  | Referendarin (S1), Lehrerin für Deutsch und Englisch (S2–S4), Stellvertretende Schulleiterin (S4) Ex-Verlobte von René; Ex-Freundin von Phillip, Jan, Max und Stefan; Verließ Köln, nachdem Max ihre Gefühle für ihn nicht erwiderte                                                       |
| Sarah Özdemir               | Elif Turan              | 142–195          | 2019       | Lehrerin für Englisch und Biologie (S4) Tritt nicht mehr in Erscheinung |
| Renate Dempewolff           | Gisela Steinmeier       | 1–223            | 2018–2020  | Schulleiterin (S1–S5) Ex-Freundin von Frank; Mutter von Leonard; Schwester von Sonja; Musste aus Gesundheitlichen Gründen ihr Amt niederlegen Gastauftritt: Folge 274 (2020) |
| Luis Smija                  | Timo Arnold             | 137–153, 206–237 | 2019, 2020 | Arbeiter im Gemüseladen (S4), Hausmeistergehilfe (S5) Ex-Verlobter von Carmen; Sohn von Dieter; Hat Lukas entführt und wurde anschließend verhaftet |
| Adriaan van Veen            | Wim de Groot            | 182–184, 196–251 | 2019, 2020 | Jugendherbergsleiter (S4), Lehrer für Sport und Kunst (S5) Freund von Bea; Ex-Mann von Bea; Ex-Freund von Thea; Vater von Elli; Hat gekündigt auf Wunsch von Thea, nachdem er sie mit seiner Ex-Frau betrug.                                                                               |
| Felix Tonio Stintzing       | Lennox Smith            | 116–178, 199–266 | 2019-2020  | Schüler (S4, 5), Türsteher (S4) Ex-Freund von Fabienne †, Alexa und Jacqueline; One-Night-Stand von Thea; Nach Verstoß gegen seine Bewährungsauflage sollte er zurück ins Gefängnis, befindet sich seitdem aber auf der Flucht                                                             |
| Tia Frank                   | Sandy Schuster          | 16–99, 119–270   | 2018–2020  | Barkeeperin (S2–S3), Schulsekretärin (S4-S5), Nebenrolle von S2 bis S3. Ex-Freundin von Jan; Nichte von Gustaf; Bekam einen Ausbildungsplatz als Erzieherin |
| Marvin Schulz               | Marvin Feldhof          | 1–292            | 2018–2020  | Schüler (S1-5) Ex-Freund von Jessica, Jacqueline und Carmen; One-Night-Stand von Melanie; Cousin von Jenny; Musste aufgrund des Umzugs seiner Mutter die Schule verlassen |
| Julia Amelie Krupp          | Lilli Bauer             | 267–300          | 2020       | Schülerin (S5) Halbschwester von Max; Tochter von Norbert und Babette; Wurde von der Schule suspendiert, nachdem sie Alexa niedergeschlagen hatte |
| Jemimah Booysen de Oliveira | Franziska Ibing         | 213–307          | 2020–2021  | Lehrerin für Biologie und Musik (S5–S6), Stellvertretende Schulleiterin (S5–S6) Ex-Freundin von Dietrich; Wurde nach einer Intrige an Direktorin Holms fristlos entlassen |
| Julia Gerhard               | Shayenne Grudziak       | 16–310           | 2018–2021  | Schülerin (S2–6) Freundin von Moritz, Ex-Freundin von Lukas und Tarek; Tochter von Birgit; Geht mit Moritz nach London |
| Niklas Reschke              | Moritz von Walden       | 122–173, 294–310 | 2019–2021  | Schüler (S4, 5) Freund von Shayenne; Bruder von Emil; Sohn von Gernot; Geht mit Shayenne nach London Videoauftritt: Folge 174 und 182 (2019) |
| Valentin Volz               | Chris Blumberg          | 282–318          | 2020–2021  | Lehrer für Sport und Kunst (S5–S6), Lehrer der Elite Schule beim Survivor Camp (S5) Hat Thea entführt und wurde anschließend verhaftet und suspendiert |
| Birgit Thatje               | Gabi Kautz              | 121–323          | 2019–2021  | Kantinenkraft (S4–S6) Ex-Frau von Willi; Tante von Jacqueline; Tritt nicht mehr in Erscheinung |
| Aaron Rufer                 | Rocco Berger            | 25–328           | 2018–2021  | Schüler (S2–S6), Hilfslehrer (S5–S6) Ex-Freund von Kiara und Jacqueline; Ex-Affäre von Judith; Halbbruder von Felix; Sohn von Jürgen; In Folge 332 wird erwähnt, dass er auf eine Elite Schule gewechselt hat                                                                              |
| Emre Cetinkaya              | Tarek Ahmed             | 196–329          | 2020–2021  | Schüler (S5–6) Ex-Freund von Shayenne; Bruder von Esra; Schrieb anonyme Abschiedsbriefe, zog mit seiner Mutter in die Türkei |
| Dennis Felber               | Danny Schilling         | 245–381          | 2020–2021  | ehem. Kantinengehilfe (S5), Schulsekretär (S5-S6), Barkeeper (S6) Ex-Freund von Anna; Verlässt die Schule |
| Marvin Jüssen               | Paul Kentus             | 317–381          | 2021       | Schüler (S6) Tritt nicht mehr in Erscheinung |
| Stefan Jankovic             | Lukas Jungbluth         | 1–395            | 2018–2021  | Schüler (S1-6), Fitnesstrainer (S1-2) Freund von Carmen; Ex-Freund von Maria, Shayenne und Jacqueline; Ex-Affäre von Bella; One-Night-Stand von Alexa; Sohn von Anke; Hat die mittlere Reife bestanden, geht für ein Work and Travel Jahr nach Australien                                  |
| Alena Darleen               | Charlotte Hagen         | 131–395          | 2019–2021  | Schülerin (S1-6) Ex-Freundin von Felix; Tochter von Cosima; Hat die mittlere Reife bestanden, geht auf eine Schule in England um ihr Abitur zu machen |
| Lukas Leonhardt             | Vincent „Vince“ Lehmann | 341–414          | 2021–2022  | Schüler (S6-7) Ex-Freund von Bella; Sohn von Carsten und Regina; Zog mit seiner Mutter nach Hamburg, nachdem sein Vater sie angegriffen hatte |
| Jennifer Lopes di Gaspare   | Carmen Da Silva         | 2–421            | 2018–2022  | Schülerin (S1–S6), Freiwilliges Soziales Jahr als Lehrerin (S6–S7) Freundin von Lukas; Ex-Verlobte von Timo; Ex-Freundin von Marvin; Tochter von Ramon und Selina; Enkelin von Amelie †, Nichte von Celia; Wurde durch die Schließung der alten Schule entlassen                           |
| Nikolai Rafalski            | Max Bauer               | 40–421           | 2018–2022  | Lehrer für Mathematik und Physik (S2–S7), Barbesitzer (S6–S7) Freund von Alexa; Ex-Freund von Sara, Thea, Amelie, Anna und Linda; One-Night-Stand von Jessi; Sohn von Norbert und Marianne; Halbbruder von Lilli; Wurde durch die Schließung der Schule entlassen                          |
| Shaggy Kamp                 | Alexa Schneider         | 56–421           | 2018–2022  | Schülerin (S3–7) Freundin von Max; Ex-Freundin von Felix, Lennox und Leonard; One-Night-Stand von Lukas und Tom; Halbschwester von Maria; Tochter von Manfred; Cousine von Katja; Muss den Schulabschluss an einer anderen Schule wiederholen                                              |
| Ingo Wimmer                 | Klaus Färber            | 116–421          | 2019–2022  | Lehrer für Mathematik, Chemie (S4–S7) und Französisch (S4), Stellvertretender Schulleiter (S6–S7) Ex-Freund von Christine; Wurde durch die Schließung der Schule entlassen |
| Katja Mitchell              | Sonja Holms             | 221–421          | 2020–2022  | Schulleiterin (S5–S7) Schwester von Gisela; Tante von Leonard; Musste ihr Amt durch die Schließung der Schule niederlegen |
| Sandra Czok                 | Anna Sommer             | 241–421          | 2020–2022  | Lehrerin für Deutsch und Englisch (S5–S7) Freundin von Kai, Ex-Freundin von Danny und Max; Wurde durch die Schließung der Schule entlassen |
| Sandy Fähse                 | Niko Hansen             | 322–421          | 2021–2022  | Lehrer für Sport, Kunst und Biologie (S6–S7) Ex-Freund von Thea; Ex-Affäre von Katja; Wurde durch die Schließung der Schule entlassen |
| Mylene Dück                 | Katja Müller            | 341–421          | 2021–2022  | Referendarin für Biologie und Musik (S6–S7) Ex-Affäre von Niko; Wurde durch die Schließung der Schule entlassen |
| Julia Molitor               | Isabella „Bella“ Fichte | 341–421          | 2021–2022  | Wurde in Folge 350 zur Klassensprecherin gewählt Ex-Freundin von Vince; Ex-Affäre von Lukas; Schwester von Tom; Muss die Schule wechseln |
| Maite Berlec                | Emily Schütte           | 341–421          | 2021–2022  | Schülerin ( S6–7) Tochter von Linda und Simon; Muss die Schule wechseln |
| Lukas Harbi                 | Linus Bartsch           | 341–421          | 2021–2022  | Schüler (S6–7) Muss die Schule wechseln |
| Chiara D’Amico              | Kimberly „Kim“ Bergfeld | 341–421          | 2021–2022  | Schülerin (S6–7) Freundin von Felix; Muss die Schule wechseln |
| Jonas Echtermeyer           | Tom Fichte              | 344–421          | 2021–2022  | Schüler (S6–7) One-Night-Stand von Alexa; Bruder von Bella; Muss die Schule wechseln |
| Anna Maria Wasserberg       | Roswitha Wagner         | 382–421          | 2021–2022  | Schulsekretärin (S6–S7) Wurde durch die Schließung der Schule entlassen |
| Dominik Brünnig             | Dr. Kai Brunner         | 385–421          | 2021–2022  | Schulpsychologe (S6–S7), Besitzer von Cora Freund von Anna; Sohn von Gerda und Henning †; Wurde durch die Schließung der Schule entlassen |
|                             | Lena                    | 402–421          | 2022       | Schülerin (S7) Tochter von Peter; Muss die Schule wechseln |
|                             | Merve Demir             | 402–421          | 2022       | Schülerin (S7) Muss die Schule wechseln |
|                             | Noah                    | 402–421          | 2022       | Schüler (S7) Muss die Schule wechseln |
|                             | Romeo Hartwig           | 402–421          | 2022       | Schüler (S7) Sohn von Matthias; Muss die Schule wechseln |
|                             | Rafael Sanchez          | 408–421          | 2022       | Lehrer für Deutsch und Spanisch (S7) Wurde durch die Schließung der Schule entlassen |
| Markus Halbe                | Willi Kautz             | 1–421            | 2018–2022  | Hausmeister (S1–S8), Besitzer von Lana Ex-Mann von Gabi; Ex-Affäre von Anke; Schwipponkel von Jacqueline Gastauftritt: Folge 496 (2025) |

Ehemalige Nebendarsteller
Sortiert nach der Reihenfolge des Ausstiegs:
| Darsteller        | Rollenname              | Episoden                            | Zeitraum             | Bemerkung: |
|                   | Elsa                    | 1–13                                | 2018                 | Barkeeperin (S1) Ging zurück nach Berlin |
|                   | Nora Voigt              | 13–23                               | 2018                 | Barkeeperin (S1) Ex-Freundin von Jan; Schwester von Yvonne; Tante von Lilly; Ist abgehauen, nachdem herausgekommen war, dass sie nicht Lillys Mutter ist und Jan für den Unterhalt ausnutzen wollte |
|                   | Florian                 | 16–25                               | 2018                 | Malermeister (S2) Ex-Freund von Thea; Wurde von Thea abserviert |
| Daniel Hoffmann   | „Danger“                | 16–55                               | 2018                 | Schüler Tritt nicht mehr in Erscheinung |
| Lea               | Stella Beck             | 1–70                                | 2018–2019            | Schülerin Tritt nicht mehr in Erscheinung |
| Nicola Steuerer   | Romina                  | 1–109                               | 2018–2019            | Schülerin Ex-Freundin von Mirco; Tritt nicht mehr in Erscheinung |
|                   | Rami                    | 1–143                               | 2018–2019            | Schüler Ging auf ein Internat in Oberbayern, ist aber dort vom Internat geflogen und zurück zur EFG gekehrt Gastauftritt: Folge 246                                                                 |
| Mandy             | Mandy                   | 16–115, 140–166                     | 2018–2019            | Schülerin Tritt nicht mehr in Erscheinung |
|                   | „Tantchen“ Berger       | 30–167 (sporadische Auftritte)      | 2018–2019            | Schwester von Jürgen; Tante von Felix und Rocco; Tritt nicht mehr in Erscheinung. Zieht später nach Leipzig in Folge 415.                                                                           |
|                   | Ben                     | 134–168                             | 2019                 | Barkeeper (S4) One-Night-Stand von Thea; Tritt nicht mehr in Erscheinung |
| Detlef Scholzen   | Gernot von Walden       | 78, 122–173                         | 2019                 | Betreiber einer Schönheitsklinik (S3–4) Ex-Freund von Birgit; Vater von Emil und Moritz; schickte Moritz nach London, nachdem er herausgefunden hatte, dass er mit Shayenne abhauen wollte.         |
|                   | Noah Daniel             | 40–180                              | 2018–2019            | Schüler Freund von Sofia; Ex-Freund von Emma; Tritt nicht mehr in Erscheinung |
| Alyssa            | Antonia Brinkmann       | 106–186                             | 2019                 | Schülerin Ex-Freundin von Jakob und Kevin; Tritt nicht mehr in Erscheinung |
|                   | Zeynep                  | 46–191                              | 2018–2019            | Schülerin Ex-Freundin von Schwimmbutz; Tritt nicht mehr in Erscheinung |
| Vivian Ciric      | Stefanie „Steffi“ Voigt | 1–15, 56–195                        | 2018, 2019           | Schülerin Tritt nicht mehr in Erscheinung |
|                   | Amelie Schwarz          | 191–195                             | 2019                 | Ingenieurassistentin (S4) Ex-Freundin von Max; ging auf Abstand, da sie mit verantwortlich für den Schuleinsturz war                                                                                |
| Alina             | Maggie                  | 100–229                             | 2019–2020            | Schülerin (S3-5), Erotik-Model (S3) Ex-Freundin von Kevin und Simon; Tritt nicht mehr in Erscheinung                                                                                                |
| Nadia Raimondo    | Leonie „Nadja“ Sievers  | 16–115, 212–247                     | 2018–2019, 2020      | Schülerin Tritt nicht mehr in Erscheinung Gastauftritt: Folge 154 |
| Sandra Sauerland  | Birgit Grudziak         | 87, 124–310 (sporadische Auftritte) | 2019-2021            | Putzfrau (S2–3, S5–6) Ex-Freundin von Gernot; Mutter von Shayenne; Ließ Shayenne nach England gehen                                                                                                 |
| Nico Latsinoglou  | Patrick Schultz         | 136–326                             | 2019–2021            | Schüler Ex-Freund von Fanny; One-Night-Stand von Svenja; Sohn von Thorsten; Tritt nicht mehr in Erscheinung                                                                                         |
| Fabian Mäling     | Erik Bartsch            | 1–330                               | 2018–2021            | Schüler One-Night-Stand von Emma; Tritt nicht mehr in Erscheinung |
|                   | Emma                    | 47, 116–330                         | 2018, 2019–2021      | Schülerin Ex-Freundin von Noah und Julian; One-Night-Stand von Erik; Schwester von Laura; Tritt nicht mehr in Erscheinung                                                                           |
| Bambi Fichtner    | Bambi                   | 1–15, 196–331                       | 2018, 2020–2021      | Schülerin Ex-Freundin von Pete; Nichte von Brigitte; Tritt nicht mehr in Erscheinung |
| Lisa-Marie Sachse | Maria Kröner            | 196–331                             | 2020–2021            | Schülerin Ex-Freundin von Mirco; Tritt nicht mehr in Erscheinung |
| Nele Tonnes       | Michelle Krämer         | 303–335                             | 2021                 | Schülerin Tritt nicht mehr in Erscheinung |
|                   | Sabine Lindemann        | 1–60, 174–390                       | 2018-2019, 2019-2021 | Elternratsvorsitzende (S1-6) Mutter von Rosa; Tante von Jessica |
| Mirco Balter      | Mirco Brinkmann         | 2, 16–392                           | 2018–2021            | Schüler Ex-Freund von Romina und Maria; Bruder von Nala; Halbbruder von David; Tritt nicht mehr in Erscheinung                                                                                      |
| Lara              | Becky Schneider         | 101–395                             | 2019-2021            | Schülerin (S3-6) Hat die mittlere Reife bestanden |
| Elena Bozic       | Lina Stamm              | 102–395                             | 2019–2021            | Schülerin (S3-6) Hat die mittlere Reife bestanden |
|                   | Lorena                  | 275–395                             | 2020–2021            | Schülerin (S5-6) Hat die mittlere Reife bestanden |
|                   | Ramon Da Silva          | 11–395 (sporadische Auftritte)      | 2018-2021            | Gemüseverkäufer (S1-6) Ex-Mann von Selina; Vater von Carmen; Bruder von Celia; ehem. Schwiegersohn von Amelie †                                                                                     |
|                   | Selina Da Silva         | 94–395 (sporadische Auftritte)      | 2019-2021            | Ex-Frau von Ramon; Mutter von Carmen; Tochter von Amelie † |
|                   | Julian Sander           | 1–421                               | 2018–2022            | Schüler (S1–7), Vater Freund von Victoria; Ex-Freund von Emma; Sohn von Michael/Michaela; Enkel von Hella; Muss den Schulabschluss wiederholen                                                      |
|                   | Norman Speicher         | 9–421                               | 2018–2021            | Schüler (S1-6), Barkeeper (S7) Ex-Freund von Vicky; Bruder von Sofia |
| Ali Cenk          | Ali G. Demir            | 59–421                              | 2018–2022            | Schüler (S3–7) Muss den Schulabschluss wiederholen |
|                   | Melissa                 | 341–421                             | 2021–2022            | Schülerin (S6-7) Beste Freundin von Kim; Muss die Schule wechseln |

## Produktion und Veröffentlichung
| Staffel | Episoden | Erstausstrahlung | Erstausstrahlung |
| Staffel | Episoden | Staffelpremiere  | Staffelfinale    |
| ------- | -------- | ---------------- | ---------------- |
| 1       | 1–15     | 30. Apr. 2018    | 18. Mai 2018     |
| 2       | 16–55    | 17. Sep. 2018    | 9. Nov. 2018     |
| 3       | 56–115   | 18. März 2019    | 14. Juni 2019    |
| 4       | 116–195  | 2. Sep. 2019     | 20. Dez. 2019    |
| 5       | 196–300  | 17. Feb. 2020    | 21. Dez. 2020    |
| 6       | 301–401  | 1. Feb. 2021     | 25. Juni 2021    |
| 7       | 402–421  | 18. Juli 2022    | 29. Juli 2022    |
| 8       | 496–     | 1. Juli 2025     |                  |

Die ersten drei Staffeln wurde „Krass Schule“ in dem Jugendclub „Glashütte“ gedreht. Ab Staffel vier wird die Serie in einem Gebäude der RTL Mediengruppe Deutschland in Köln-Bilderstöckchen gedreht. Die erste Folge wurde am 30. April 2018 bei RTL II im Vorabendprogramm ausgestrahlt und wurde dort als Daily Soap bis zum 18. Mai fortgesetzt. Die erste Folge der 2. Staffel wurde am 17. September 2018 ausgestrahlt und lief bis zum 9. November. Der restliche Teil von Staffel 2 wurde vom 18. März 2019 bis zum 14. Juni 2019 gesendet. Die dritte Staffel wurde vom 2. September 2019 bis zum 20. Dezember 2019 gesendet. Die vierte Staffel wurde von 10. Februar 2020 bis 3. April 2020 ausgestrahlt. Kleinere Ausschnitte der Folgen werden unmittelbar nach Ausstrahlung auf dem gleichnamigen YouTube-Kanal veröffentlicht, der 990.000 Abonnenten hat.
Wegen der COVID-19-Pandemie konnten nach dem 3. April keine neuen Folgen mehr ausgestrahlt werden. Nach den Osterferien am 20. April 2020 beginnt die Serie daher wieder mit der 1. Staffel.

## Ableger
Im Mittelpunkt von Krass Abschlussklasse stehen Gymnasiasten, die sich gerade in ihrem letzten Schuljahr befinden. Die beiden Freunde Jonas und Nico wollen die Ereignisse mit einem eigenen YouTube-Kanal begleiten – und das Geheimnis rund um den mysteriösen neuen Schüler Kian lüften. Der verdreht den Mädels den Kopf und bereitet den Lehrern als Bad Boy gehörig Kopfschmerzen. Was steckt hinter Kians merkwürdigem Verhalten?
Die Kandidaten in Krass Schulcamp – Pauken oder Party? müssen nachsitzen – und zwar an der Ostsee. Und bei ihnen ist es auch wirklich nötig, denn hier schien schon Alles verloren. Einige der Spezialisten sehen darin natürlich auch eine wunderbare Gelegenheit, am Meer zu feiern. Doch da das nicht Sinn und Zweck der Idee war, wird der Druck auf die Ferienpauker kontinuierlich hoch gehalten.
Rollen bei Krass Schulcamp (2021)
| Darsteller                | Rollenname                   | Episoden | Bemerkung: |
| ------------------------- | ---------------------------- | -------- | --- |
| Jennifer Lopes di Gaspare | Carmen Da Silva              | 1–6      | Rolle aus Krass Schule – Die jungen Lehrer Schülerin Ex-Freundin von Lukas und Marvin; Tochter von Ramon; Wurde vom Schulcamp geschmissen, nachdem sie aufgrund von Alkohol fast ertrank                 |
| Marvin Schulz             | Marvin Feldhof               | 1–6      | Rolle aus Krass Schule – Die jungen Lehrer Schüler Ex-Freund von Carmen; Ex-Affäre von Betty; Wurde vom Schulcamp geschmissen, nachdem rausgekommen war, dass seine Eltern ihn nicht angemeldet hatten   |
| Stefan Jankovic           | Lukas Jungbluth              | 1–6      | Rolle aus Krass Schule – Die jungen Lehrer Schüler Ex-Freund von Carmen; Wurde vom Schulcamp geschmissen, da er respektlos mit dem Schuldirektor Steinbach geredet hatte                                 |
| Aline Jost-Di Raimondo    | Thea von Wiesenau            | 6–10     | Rolle aus Krass Schule – Die jungen Lehrer Lehrerin für Erdkunde und Sport Ex-Affäre von Jan; Cousine von Emma; Kündigte und ging zurück nach Köln, nachdem sie Jan und Emma in flagranti erwischt hatte |
| Kevin Reumann             | Felix Berger                 | 11–15    | Rolle aus Krass Schule – Die jungen Lehrer Ehrenamtlicher Hausmeister Ex-Affäre von Sophie; Halbbruder von Rocco; Ging zurück nach Köln                                                                  |
| Hannah Samira Schmidt     | Greta von Bahlow             | 1–20     | Lehrerin für Mathematik Ex-Verlobte von Nick; Ex-Affäre von Elias; Wurde entlassen, nachdem ihre gefälschte Schwangerschaft aufgeflogen war                                                              |
| Aaron Rufer               | Rocco Berger                 | 1–20     | Rolle aus Krass Schule – Die jungen Lehrer Hilfslehrer Halbbruder von Felix |
| Thorsten Langhorst        | Dirk Steinbach               | 1–20     | Direktor des Schulcamps |
| Yasin Cilingir            | Elias Aydin                  | 1–20     | Lehrer für Sport und Mathematik Ex-Affäre von Greta |
| Stephanie Schäfer         | Stefanie „Steffi“ Lehmann    | 1–20     | Lehrerin für Biologie |
| Kathryn Julyana Rutkowski | Emma Waldner                 | 1–20     | Lehrerin für Deutsch und Geschichte Freundin von Nick; Ex-Freundin von Jan; Cousine von Thea |
| Joshua Booth              | Nick König                   | 1–20     | Lehrer für Physik Freund von Emma; Ex-Verlobter von Greta |
| Alexander Frank           | Jan Rossmann                 | 1–20     | Rolle aus Krass Schule – Die jungen Lehrer Lehrer für Englisch und Sport Ex-Freund von Emma; Ex-Affäre von Thea                                                                                          |
|                           | Viktoria „Vicky“ Jungbluth   | 1–20     | Schülerin Ex-Freundin von Noah; Hat die Abschlussprüfung geschafft |
|                           | Noah                         | 1–20     | Schüler Ex-Freund von Elena und Vicky; Muss das Schuljahr wiederholen |
|                           | Elena Rachelt                | 1–20     | Schülerin Sklavin von Ruby; Ex-Freundin von Noah; Muss das Schuljahr wiederholen |
| Lara Celina Raulfs        | Ruby Thelen                  | 1–20     | Schülerin Ehemalige Sklavin von Elena; Muss das Schuljahr wiederholen |
| Calista Laube             | Bettina „Boom Betty“ Fettner | 1–20     | Schülerin Ex-Affäre von Marvin; Hat die Abschlussprüfung geschafft |
|                           | Ben                          | 1–20     | Schüler Hat die Abschlussprüfung geschafft |
|                           | Oskar                        | 1–20     | Schüler Hat die Abschlussprüfung geschafft |
| Samuel Bartz              | Liam                         | 1–20     | Schüler Hat die Abschlussprüfung geschafft |
|                           | Marlene                      | 1–20     | Schülerin Hat die Abschlussprüfung geschafft |
| Marius Geuking            | Tobias Ensen                 | 1–20     | Rolle aus Krass Schule – Die jungen Lehrer Schüler Hat die Abschlussprüfung geschafft |
| Mirco Balter              | Mirco Brinkmann              | 1–20     | Rolle aus Krass Schule – Die jungen Lehrer Schüler Hat die Abschlussprüfung geschafft |
|                           | Norman Speicher              | 1–20     | Rolle aus Krass Schule – Die jungen Lehrer Schüler Hat die Abschlussprüfung geschafft |
|                           | Julian Sander                | 1–20     | Rolle aus Krass Schule – Die jungen Lehrer Schüler Hat die Abschlussprüfung geschafft |
| Bambi Fichtner            | Bambi                        | 1–20     | Rolle aus Krass Schule – Die jungen Lehrer Schülerin Hat die Abschlussprüfung geschafft |
| Lisa-Marie Sachse         | Maria Kröner                 | 1–20     | Rolle aus Krass Schule – Die jungen Lehrer Schülerin Hat die Abschlussprüfung geschafft |
| Selina Brand              | Sophie Hoffmann              | 7–20     | Schülerin Ex-Affäre von Felix; Hat die Abschlussprüfung geschafft |
| Shaggy Kamp               | Alexa Schneider              | 16–20    | Rolle aus Krass Schule – Die jungen Lehrer Schülerin Tochter von Manfred; Hat die Abschlussprüfung geschafft                                                                                             |

## Belege
1. ↑  Krass Schule Episode 56. tvnow.de, abgerufen am 12. Juli 2019.
2. ↑  Liste der Episoden von „Krass Schule“. fernsehserien.de, abgerufen am 12. Juli 2019.
3. ↑  Promiflash AG: "Krass Schule"-Aus: Dieser Lehrer ist bald nicht mehr dabei! Abgerufen am 14. Oktober 2020.
4. ↑  Krass Schule – Die jungen Lehrer. Abgerufen am 14. Juni 2019.